# Isabelle Dangy
 (juillet 2025).
La mise en forme du texte ne suit pas les recommandations de Wikipédia : il faut le « wikifier ».
Les points d'amélioration suivants sont les cas les plus fréquents :
- Les titres sont pré-formatés par le logiciel. Ils ne sont ni en capitales, ni en gras.
- Le texte ne doit pas être écrit en capitales (les noms de famille non plus), ni en gras, ni en italique, ni en « petit »…
- Le gras n'est utilisé que pour surligner le titre de l'article dans l'introduction, une seule fois.
- L'italique est rarement utilisé : mots en langue étrangère, titres d'œuvres, noms de bateaux, etc.
- Les citations ne sont pas en italique mais en corps de texte normal. Elles sont entourées par des guillemets français : « et ».
- Les listes à puces sont à éviter, des paragraphes rédigés étant largement préférés. Les tableaux sont à réserver à la présentation de données structurées (résultats, etc.).
- Les appels de note de bas de page (petits chiffres en exposant, introduits par l'outil «  Source ») sont à placer entre la fin de phrase et le point final[comme ça].
- Les liens internes (vers d'autres articles de Wikipédia) sont à choisir avec parcimonie. Créez des liens vers des articles approfondissant le sujet. Les termes génériques sans rapport avec le sujet sont à éviter, ainsi que les répétitions de liens vers un même terme.
- Les liens externes sont à placer uniquement dans une section « Liens externes », à la fin de l'article. Ces liens sont à choisir avec parcimonie suivant les règles définies. Si un lien sert de source à l'article, son insertion dans le texte est à faire par les notes de bas de page.
- La présentation des références doit suivre les conventions bibliographiques. Il est recommandé d'utiliser les modèles {{Ouvrage}}, {{Chapitre}}, {{Article}}, {{Lien web}} et/ou {{Bibliographie}}. Le mode d'édition visuel peut mettre en forme automatiquement les références.
- Insérer une infobox (cadre d'informations à droite) n'est pas obligatoire pour parachever la mise en page.

Pour une aide détaillée, merci de consulter Aide:Wikification.
Si vous pensez que ces points ont été résolus, vous pouvez retirer ce bandeau et améliorer la mise en forme d'un autre article.
Pour les articles homonymes, voir Dangy (homonymie).
Isabelle Dangy, née en 1953 à Mazingarbe (Pas-de-Calais), est auteur d’études littéraires et romancière française. 

## Biographie
Après des études à l'École normale supérieure de Sèvres, à Paris, et une agrégation de lettres classiques, Isabelle Dangy a soutenu un doctorat en littérature contemporaine sur le thème de l'énigme chez Perec (Université de Paris 3 - Sorbonne nouvelle). Elle a publié de nombreux essais consacrés à la littérature française contemporaine. En 2019, elle a entrepris de faire paraître son propre travail romanesque.

## Études littéraires sur Georges Perec
Isabelle Dangy a publié un livre intitulé L’énigme criminelle dans les romans de Georges Perec (Paris, Honoré Champion, 2002, 400 p.). Julien Roumette le décrit comme : « un tableau très complet des imaginaires policiers actifs dans l’œuvre de Perec. »
C'est une monographie didactique sur W ou le Souvenir d'Enfance de Georges Perec, ainsi que plusieurs articles, notamment sur La Vie mode d’emploi, ses personnages, ses espaces, et ses soubassements mythiques. 
Ses études ont été utilisées pour l'édition critique des Œuvres de Georges Perec publiées dans la Bibliothèque de la Pléiade. Elle est membre du conseil d’administration de l’Association Georges Perec qui veut rendre son œuvre disponible aux curieux et aux chercheurs.

## Études sur la littérature française contemporaine
Les études d’Isabelle Dangy portent également sur l’œuvre de divers écrivains contemporains : Philippe Claudel, Marie Darrieussecq, Jean Echenoz, Philippe Forest, Alain Fleischer, Anne-Marie Garat, Christian Gailly, Christian Garcin,Charles Juliet, Bertrand de la Peine, Yves Ravey, Jules Romains, Jean-Philippe Toussaint. 
Elles s'intéressent aux diverses formes du récit, aux résurgences du simultanéisme, aux narrations en forme d'enquête (policière, géographique, technique…) et à la nature du « personnage » dans leurs œuvres. Les thématiques liées à l’évocation littéraire de la matière ou à l’image du Japon dans la littérature française font aussi partie de ses axes de recherche. En tant qu’essayiste sur les diverses formes du roman actuel, elle participe au Centre interdisciplinaire d’études et de recherches sur l’expression contemporaines.

## Œuvre romanesque
Son premier roman, L’Atelier du désordre (éd. Le Passage, 2019), est remarqué par Bernard Pivot. Il a figuré, en 2019, parmi les cinq livres finalistes pour le prix Goncourt du premier roman, aux côtés de L’Heure d’été, de Prune Antoine, de Comment tout a commencé, de Philippe Joanny , du Mangeur de livres, de Stéphane Malandrin, et de Court vêtue, de Marie Gauthier. L’Académie Goncourt a attribué le prix à ce dernier titre et inscrit L’Atelier du désordre dans ses lectures de l’été 2019. 
Son deuxième roman, Les Nus d'Hersanghem (éd. Le Passage, 2022) a été qualifié de « perecquien » par Noëlle Gires. Il a été récompensé par le prix Anna de Noailles 2022, décerné par l'Académie Française. En 2023, elle a publié Les Ondes, chez le même éditeur.